# Elecciones a Asamblea Nacional Constituyente de Guatemala de 1984
El domingo 1 de julio de 1984 hubo elecciones para elegir a los 88 miembros de la Asamblea Nacional Constituyente de Guatemala, responsable para la elaboración de una nueva constitución. 

## Antecedentes
Después del derrocamiento de Ríos Montt en 1983, el jefe de Estado, Mejía Víctores, convocó a elecciones para la Asamblea, junto con las elecciones presidenciales de 1985 y de funcionarios ediles. No se exigieron requisitos para la integración de la Asamblea y en julio de 1984 se llevaron a cabo las elecciones de 88 representantes para la misma. Este proceso fue repudiado por la izquierda representativa. 
La Asamblea inició sus funciones al elegir tres presidentes para la rotación del cargo: Ramiro de León Carpio –UCN-, Roberto Carpio Nicolle –DCG- y Héctor Aragón Quiñónez –MLN - CAN -. La constitución, decretada el 31 de mayo de 1985, fue producto de negociaciones plasmadas en 281 artículos y 22 disposiciones transitorias.
La Constitución Política fue presentada el 31 de mayo de 1985 y entraría en vigencia el 14 de enero de 1986. La asamblea estuvo conformada por 88 personas, las cuales fueron elegidas por votación popular el 1 de julio de 1984. Para el proceso de candidatura y elecciones participaron 17 partidos políticos y concluiría el 31 de mayo de 1985. Se crearon dos instituciones nuevas: la Corte de Constitucionalidad, transformada en un tribunal encargado de la garantía de la soberanía de la Constitución y la Procuraduría de los Derechos Humanos, comisionada por la Presidencia pero independiente de ella. Asimismo, se fundó el Tribunal Supremo Electoral, según el artículo 23.

## Candidaturas por Lista Nacional
| Partido | Partido                                     | Primera Casilla En Listado Nacional  |
| ------- | ------------------------------------------- | ------------------------------------ |
|         | MLN - CAN                                   | Carlos Roberto Molina Mencos         |
|         | Democracia Cristiana Guatemalteca           | Roberto Vicente Carpio Nicolle       |
|         | Unión del Centro Nacional                   | Ramiro de León Carpio                |
|         | Partido Revolucionario                      | Mario Rafael Arriaga Mártinez        |
|         | Partido Institucional Democrático           | José Adán Herrera López              |
|         | Partido Nacional Renovador                  | Alejandro Baltazar Maldonado Aguirre |
|         | Partido de Unificación Antucomunista        | Luis Alfonso López                   |
|         | Frente de Unidad Nacional                   | Gabriel Girón Ortíz                  |
|         | Frente Unido de la Revolución               | Luis Edmundo López Durán             |
|         | Movimiento Emergente de Concordia           | Rubén Darío Chávez Ríos              |
|         | Alianza Democrática                         | Mario Vicente Mártinez Velásquez     |
|         | Frente Cívico Democrático                   | Carlos Rafael Soto Rosales           |
|         | Partido Democrático de Cooperación Nacional | Enrique Rolando Rodríguez Falla      |
|         | Partido Populista                           | Acisclo Valladares Molina            |
|         | FDP - CND                                   | Sixto Alfredo Díaz Perusina          |

## Resultados
Participaron 18 partidos políticos muchos sin éxito , 3 alianzas electorales y 3 comités cívicos , las cuales fueron ganadas por el MLN-CAN con 23 escaños.
|  | 16.77 % |

|  | 16.26 % |

|  | 17.95 % |

|  | 17.83 % |

|  | 16.78 % |

|  | 21.24 % |

|  | 11.54 % |

|  | 9.51 % |

|  | 8.11 % |

|  | 8.71 % |

|  | 7.08 % |

|  | 6.92 % |

|  | 2.37 % |

|  | 1.85 % |

|  | 1.80 % |

|  | 1.83 % |

|  | 77.96 % |

|  | 76.97 % |

|  | 22.04 % |

|  | 23.03 % |

|  | 100.00 % |